# Skupniów Przechód
Skupniów Przechód (ok. 1275 m) – płytka przełęcz w północno-wschodniej grani Kasprowego Wierchu w polskich Tatrach Zachodnich. Znajduje się pomiędzy Skupniowym Upłazem (ok. 1475 m) a Wysokim (1287 m). Nazwę przełęczy wprowadził Władysław Cywiński w swoim szczegółowym przewodniku Tatry. Siodło znajduje się na zalesionym terenie w grzbiecie oddzielającym Jaworzynkę od Doliny Olczyskiej. W północno-wschodnim kierunku do Doliny Olczyskiej opada spod przełęczy zalesiona depresja, w dolnej części przechodząca w suche zazwyczaj koryto potoku. W przeciwnym, południowo-wschodnim kierunku, do Jaworzynki opada depresja, górą szeroka, niżej przekształcająca się w głęboko wcięty Skupniów Żleb uchodzący na polanie Jaworzynce nieco powyżej szałasów.
Przez Skupniów Przechód prowadzi bardzo popularny, znakowany szlak turystyczny.

## Szlaki turystyczne
– niebieski z Kuźnic przez Boczań i Skupniów Upłaz na Przełęcz między Kopami. Czas przejścia z Kuźnic na przełęcz: 1:40 h, ↓ 1:10 h